# Bharat Mata

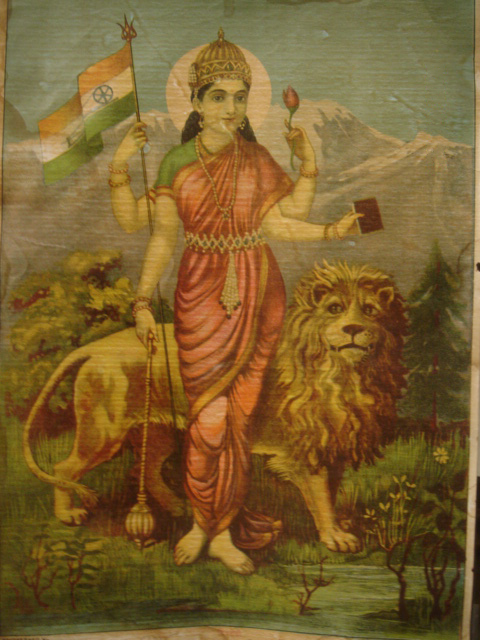
Bharat Mata constituye India, en un impreso de los años 1920.

Bhārat Mata (Hindi, del sánscrito Bhāratamba भारताम्बा; अम्बा ambā que significa 'madre', también conocida como Mother India en Inglés)  es la personificación nacional de India y la diosa madre. Se la representa con un atuendo sari de color azafrán y sosteniendo la bandera de India. A veces aparece junto a un león.

## Significado
Bharat Mata como personificación del subcontinente indio surgió a finales del siglo XIX, concretamente tras la rebelión de la India de 1857 contra el  dominio británico. Bharat Mata como concepto fue concebido para ser la imagen de la India descrita por Bankimchandra Chatterjee en su libro Anand Math en 1882.

## Historia

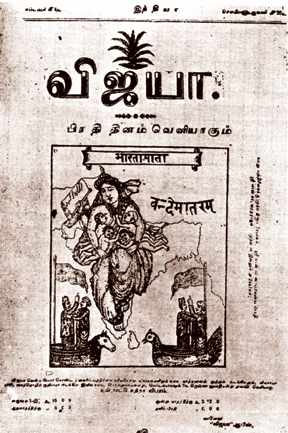
Portada de una publicación de 1909 de la revista of a 1909 Vijaya en tamil mostrando a "Madre India" (Bharat Mata) con su diversa progenie y su himno "Vande Mataram".

La imagen de Bhāratmātā se formó con el movimiento de independencia indio de finales del siglo XIX. Fue entonces, concretamente en 1873 cuando se estrenó una obra de teatro de Kiran Chandra Bannerjee llamada  Bhārat Mātā '. La obra, ambientada durante la Gran hambruna de Bengala de 1770, representa a una mujer y su marido que van al bosque y se encuentran con rebeldes. Un sacerdote los lleva a un templo donde se les muestra a Bharat Mata. Por lo tanto, se inspiran y lideran una rebelión que resulta en la derrota de los británicos. La historia de la revista  Manushi  tiene su origen en una obra satírica Unabimsa Purana o The Nineteenth Purana de Bhudeb Mukhopadhyay que se publicó por primera vez de forma anónima en 1866. En 1882 Bankim Chandra Chattopadhyay publicó una novela llamada Anandamath donde introdujo el himno "Vande Mātaram", el cual pronto tendría su propia versión en canción proveniente del movimiento de liberación indio que estaba emergiendo. 
Una vez se dio a conocer la silueta cartográfica del Raj británico a través del estudio geográfico de la India, el nacionalismo indio convirtió tal silueta en un ícono del nacionalismo. En la década de 1920, se convirtió en una imagen  política más que a veces incluía imágenes de Mahatma Gandhi y Bhagat Singh. La bandera Tiranga también se comenzó a incluir durante este mismo período. En la década de 1930, la imagen se introdujo también en la práctica religiosa. El templo Bharat Mata fue construido en Benaras en 1936 por Shiv Prashad Gupt y fue inaugurado por Mahatma Gandhi. Este templo no tiene ninguna estatuilla, sino solo un relieve de mármol de la silueta cartográfica de la India. Bipin Chandra Pal elaboró su significado en términos idealizadores e idealistas, junto con tradiciones filosóficas hindúes y prácticas devocionales. Representaba una esencia espiritual arcaica, una idea trascendental del Universo, además de expresar el hinduismo universal y la nacionalidad.
Abanindranath Tagore retrató a Bhārat Mātā como una Diosa hindú de cuatro brazos con túnicas de color azafrán, sosteniendo los manuscritos, gavillas de arroz, una  mala y una tela blanca. La imagen de Bharatmata fue un icono para crear un sentimiento nacionalista en los indios durante la lucha por la libertad. Hermana Nivedita, admiradora de la pintura, opinó que la imagen era refinada e imaginativa, con Bharatmata de pie en la tierra verde y el cielo azul detrás de ella; pies con cuatro lotos, cuatro brazos que significan poder divino;  halo blanco y ojos sinceros; y obsequios Shiksha-Diksha-Anna-Bastra de la patria a sus hijos.
El activista de la independencia india Subramania Bharati vio a Bharat Mata como la tierra de Ganga. Identificó a Bharat Mata como Parashakti.